# Hans Otto Eglau
Hans Otto Eglau (* 30. Mai 1939 in Berlin; † 28. Januar 2023 in Düsseldorf) war ein deutscher Wirtschaftsredakteur.

## Leben
Hans Otto Eglau studierte Volkswirtschaftslehre an der Universität zu Köln und der Rheinischen Friedrich-Wilhelms-Universität Bonn (Diplom-Volkswirt) und war danach als Journalist tätig. 1964 wurde er Redakteur beim Handelsblatt, von 1970 bis 1974 bei der Zeit und zuletzt Chefkorrespondent Wirtschaft beim Spiegel. Außerdem war er als Wirtschaftspublizist und Biograf u. a. von Edzard Reuter tätig.
Hans Otto Eglau starb am 23. Januar 2023 im Alter von 83 Jahren in Düsseldorf.

## Schriften
- Die Kasse muss stimmen. So hatten sie Erfolg im Handel. Von der Kleiderdynastie Brenninkmeyer über die Discountbrüder Albrecht bis zur Sexversenderin Beate Uhse. Econ, Düsseldorf u. a. 1972, ISBN 3-430-12325-9.
- Erste Garnitur. Die Mächtigen der Deutschen Wirtschaft. Lübbe, Bergisch Gladbach 1980, ISBN 3-404-60053-3.
- Edzard Reuter. Econ, Düsseldorf u. a. 1992, ISBN 3-430-12329-1.
- Wie Gott in Frankfurt. Die Deutsche Bank und die deutsche Industrie. Heyne, München 1993, ISBN 3-453-06515-8.
- Mehr Schein als sein. Als die Mark Kapriolen schlug. Deutsches Notgeld, 1914–1923. Dodos, Düsseldorf 1997, ISBN 3-924503-01-X.
- Mit Gutenberg ins Internet. 150 Jahre Gundlach. Bielefelder Verlagsanstalt, Bielefeld 1997.
- mit Jürgen Kluge, Jürgen Meffert, Lothar Stein: Durchstarten zur Spitze. McKinseys Strategien für mehr Innovation. Campus, Frankfurt am Main u. a. 2000, ISBN 3-593-36411-5.
- Erbe, Macht & Liebe. Unternehmerfamilien zwischen Interessen und Emotionen. Dodos, Düsseldorf 2001.
- Fritz Thyssen. Hitlers Gönner und Geisel. Siedler, Berlin 2003, ISBN 3-88680-763-0.